# Wandala
Le wandala (ou mandara, mandara montagnard, ndara) est une langue tchadique du groupe biu-mandara, parlée au Nigeria et au Cameroun, dans l'Extrême-Nord, le département du Mayo-Sava, à l'est de Mora, au nord et au nord-est, jusqu'à la frontière nigeriane.
On compte environ 43 500 locuteurs, dont 23 500 au Cameroun en 1982 et 20 000 au Nigeria en 1993.

## Écriture
Un alphabet latin est proposé en 1981 et la traduction de la Bible en wandala publiée en 1999.
| a  | b | ɓ  | c   | d   | dz | ɗ  | e | f | g | gw | gy | h   | hw | i  | j | k | kw | ky | l | m | mb | n  | ndz | nj |
| ny | ŋ | ŋg | ŋgw | ŋgy | ŋw | nd | p | r | s | sh | sl | sly | t  | ts | u | v | w  | y  | ƴ | z | zh | zl | zly |    |

Le ton haut est indiqué avec l’accent aigu sur la lettre de la voyelle.